# Canal Dean
Le canal Dean (en anglais : Dean Channel) est l'extrémité supérieure de l'une des plus longues criques de la côte de la Colombie-Britannique, 105 km de sa tête à l'embouchure de la rivière Kimsquit (en) rivière. La rivière Dean, l'une des principales rivières des montagnes côtières, entre dans le canal Dean à environ 9,5 km sous la tête de la crique, à la communauté de Kimsquit.

## Géographie
Il est situé dans la région de la côte centrale, le canal se terminant à l'embouchure de Cousins Inlet, qui est le port de la ville abandonnée d'Ocean Falls, le nom du fjord devient canal Fisher (en) sur le côté ouest de King Island. Sous les 40 km du canal Fisher la longueur du fjord se confond avec la canal Burke (40 km), un  bras de cannal Dean / Fisher sur le côté est de King Island, le nom fjord change en Fitz Hugh Sound, qui est considérablement plus large que la partie supérieure du fjord à environ 10 km de largeur et est lui-même d'environ 60 km de longueur. Fitz Hugh Sound passe à l'intérieur de l'île Calvert et s'ouvre sur le bassin de la Reine-Charlotte juste au nord-ouest de l'ouverture du détroit de la Reine-Charlotte.
Le crique Rivers (en), qui abrite les Premières nations de Wuikinuxv (Owekeeno), s'ouvre sur le détroit de Fitz Hugh, dans sa partie inférieure près du détroit de Queen Charlotte. La longueur totale du fjord de la tête de Dean Channel à l'embouchure du Fitz Hugh Sound est d'environ 170 km. Si les longueurs supplémentaires du bras South Bentinck (45 km) et North Bentinck Arm (30 km), ainsi que Burke Channel et son compagnon plus court, Labouchere Channel (15 km), et un bras de Burke nommé Kwatna Inlet (25 km) ont été pris en compte, la longueur totale des voies navigables du complexe du fjord est de 335 km plus long que le canal Douglas (320 km) ou Sognefjord norvégien (203 km) et rivalise avec le Scoresby Sound de Groenland à 350 km.

### Bras nord Bentinck
Une entrée latérale de canal Burke, bras nord Bentinck (en), est l'endroit où l'expédition terrestre de l'explorateur de la traite des fourrures Alexander Mackenzie a atteint la mer, le 20 juillet 1793. Voulant voir le large, Mackenzie et quatre Nuxalk vont en canoë le lendemain à cana Dean. Mackenzie n'atteint le large, s'arrêtant aux ruines d'un vieux village Heiltsuk du côté nord du Canal. Là, il a écrit son nom sur un rocher, qui fait aujourd'hui partie du parc provincial Sir Alexander Mackenzie. Mackenzie ne savait pas qu'il était arrivé quelques semaines seulement après que le capitaine George Vancouver  avait visité le canal Dean et le bras nord Bentinck.

## Histoire

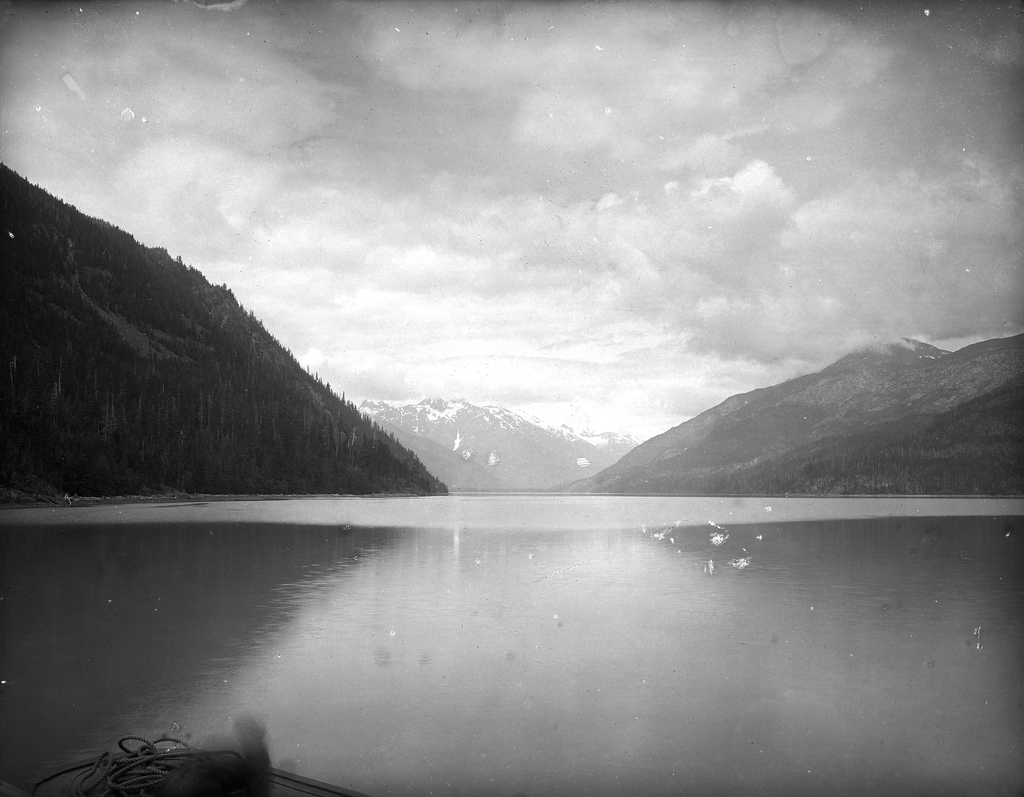
Tête de chenal Dean et le delta de la rivière Kimsquit, 1924

Canal Dean a été nommé par le capitaine George Vancouver en 1793 en l'honneur de James King, doyen de Raphoe (en), Irlande. Le canal a été inspecté par le capitaine George Henry Richards en 1861 par HMS Hécate (en) (Navire de guerre à vapeur et à roues à aubes):133.